# Cyjanki
Cyjanki – związki chemiczne, sole kwasu cyjanowodorowego, które zawierają anion cyjankowy (CN−
). Związki organiczne zawierające grupę CN nazywane są nitrylami.

## Otrzymywanie
Cyjanowodór otrzymuje się głównie w procesie Andrussowa, poprzez wysokotemperaturową reakcję amoniaku, tlenu i metanu w fazie gazowej:
2CH
4 + 2NH
3 + 3O
2  →  2HCN + 6H
2O
W wyniku reakcji neutralizacji HCN wodorotlenkiem metalu alkalicznego powstaje odpowiedni cyjanek:
HCN + KOH  →  KCN + H
2O
Cyjanki można otrzymać również bezpośrednio z amoniaku. Przykładowo, cyjanek sodu otrzymuje się w procesie rozpoczynającym się od reakcji amoniaku z sodem, w wyniku czego powstaje amidek sodu:
2NH
3 + 2Na  →  2NaNH
2 + H
2↑
Następnie amidek ogrzewa się z węglem drzewnym, w wyniku czego powstają kolejno cyjanamid sodu, a z niego w wyniku dalszego podgrzewania cyjanek sodu:
2NaNH
2 + C  →  Na
2CN
2 + 2H
2↑
Na
2CN
2 + C  →  2NaCN

## Właściwości

### Właściwości chemiczne
Cyjanki są silnymi ligandami tworzącymi trwałe związki kompleksowe z metalami przejściowymi, głównie w postaci kompleksów niskospinowych, połączonych z jonem centralnym atomem węgla. Ze względu na obecność wolnej pary elektronowej na atomie azotu, w pewnych kompleksach łączy się z dwoma kationami metalu wg schematu: M
1−C=N−M
2. Przykładem takich związków są połączenia jonów kompleksowych [Fe(CN)
6]4−
 lub [Fe(CN)
6]3−
 z metalami, m.in. błękit pruski, Fe
4[Fe(CN)
6]
3, w którym żelazo występuje jednocześnie na II i III stopniu utlenienia.

### Właściwości biologiczne
Cyjanowodór i cyjanki działają silnie drażniąco na błony śluzowe i skórę. Łatwo się wchłaniają do organizmu przez drogi oddechowe, skórę i z przewodu pokarmowego. Przy ostrym narażeniu na cyjanowodór lub cyjanki proces zatrucia u ludzi przebiega w trzech fazach, charakteryzujących się następującymi objawami: duszności i podniecenie, drgawki oraz porażenie.
Toksyczność cyjanków wynika z ich silnych właściwości kompleksotwórczych. Wiążą się one z atomami żelaza i miedzi obecnymi w cząsteczkach kluczowych enzymów w łańcuchu oddechowym, powodując ich inaktywację.

## Zastosowanie
Cyjanki stosowane są do syntezy wielu związków chemicznych, m.in. akrylonitrylu, oraz jako surowiec wyjściowy do produkcji niektórych tworzyw sztucznych, nawozów sztucznych, barwników i leków. Stosuje się je także do hartowania metali oraz otrzymywania złota i srebra z rud. Są też stosowane do fumigacji (odymiania), w galwanotechnice, przemyśle fotograficznym, a także do produkcji pestycydów, fungicydów, herbicydów i insektycydów.